# René Lotti
Pour les articles homonymes, voir Lotti.
René Lotti, né le 17 avril 1929 à Bry-sur-Marne et mort le 29 décembre 2020 dans la même ville, est un rameur d'aviron français.

## Carrière
René Lotti participe au quatre avec barreur des Jeux olympiques d'été de 1948 à Londres sans atteindre la finale. Il est aussi médaillé de bronze en huit en 1953 à Copenhague ainsi qu'aux Jeux méditerranéens de 1955 à Barcelone.